# Autorails De Dion-Bouton

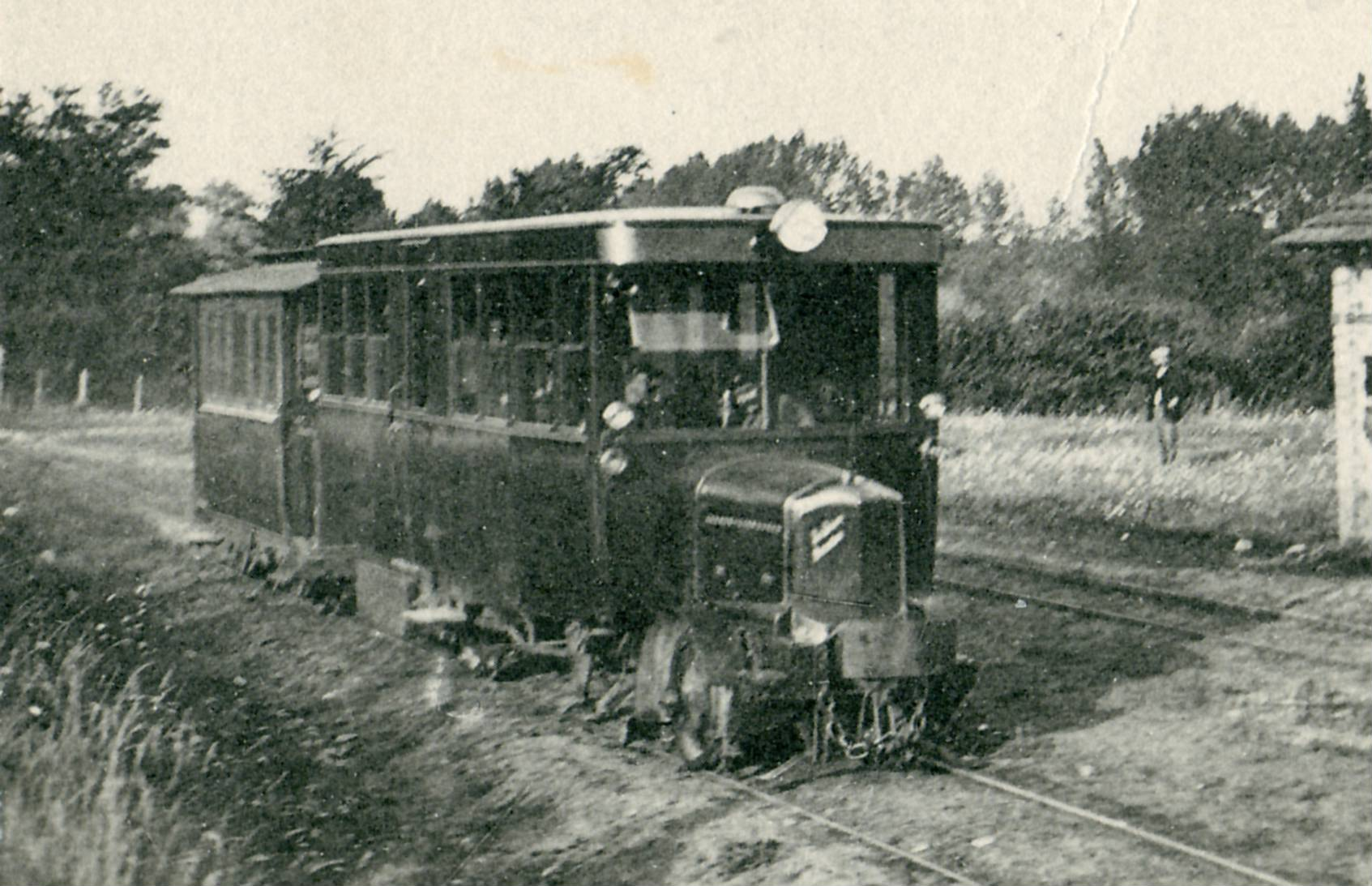
Vue de l'autorail type JM, N° B201 ou B202, des tramways de la Sarthe en gare de Théligny.

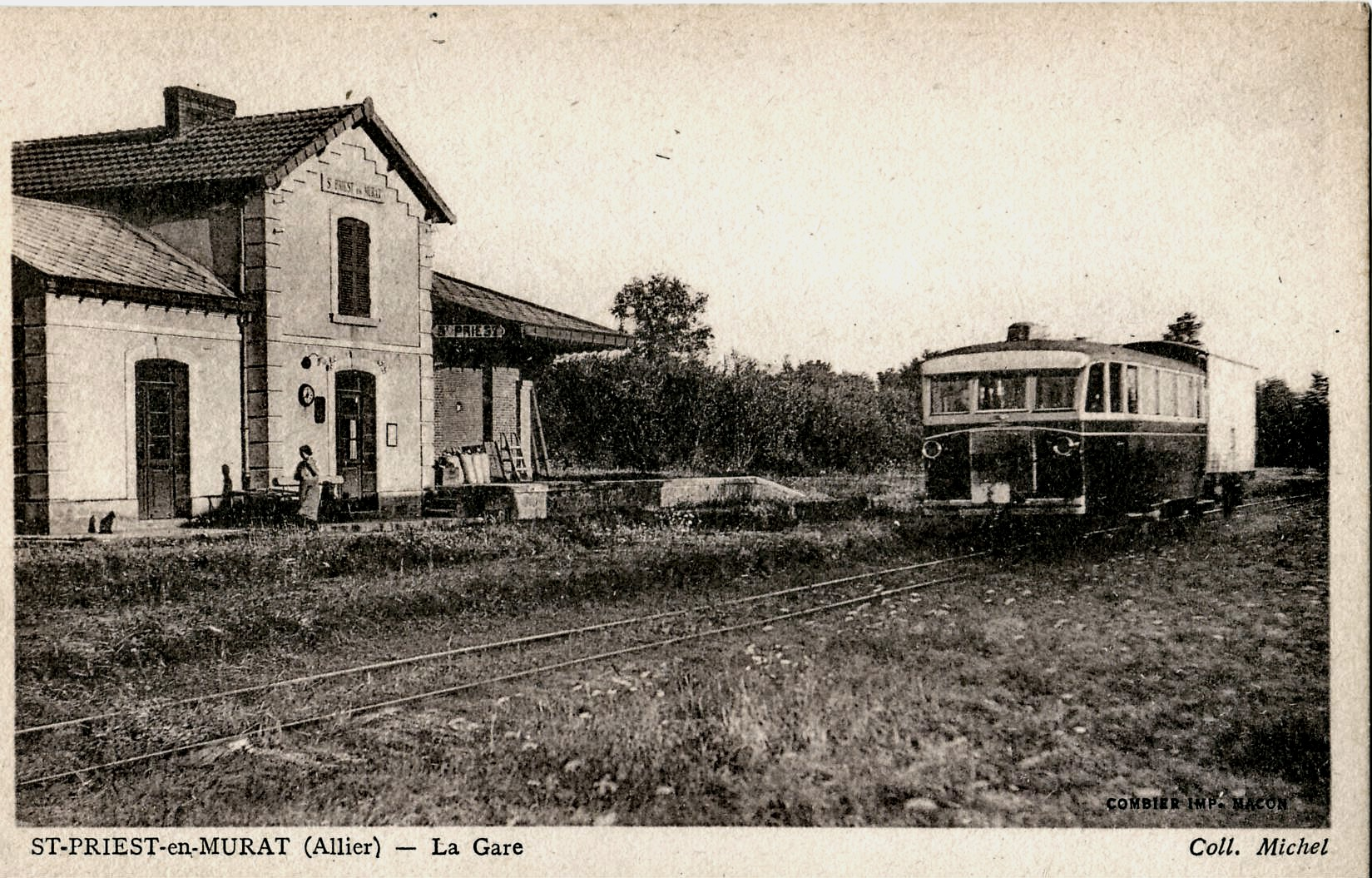
Autorail type NC, tractant un fourgon à bagages en gare de Saint-Priest-en-Murat, sur la ligne Sancoins - Lapeyrouse.

Les autorails De Dion-Bouton ont été construits par la firme automobile française De Dion-Bouton, durant la période de l'entre-deux-guerres, pour les réseaux de chemins de fer secondaires. La majorité des véhicules sont à voie métrique. La production comprend 250 véhicules. Le principal client est la Société générale des chemins de fer économiques.
L'usine se situe à Puteaux dans le département des Hauts-de-Seine.

## Le type JM
Le premier type d'autorail à être construit en grande série est le type JM, constitué d'un châssis à 2 essieux supportant une caisse dans laquelle s'installent les voyageurs. Le moteur est placé à l'avant et la transmission sous le véhicule par l'intermédiaire d'un arbre atteint l'essieu arrière.

## Le type NC
Le second type d'autorail à être construit en grande série est le type NC, comprenant comme le JM, un châssis et deux essieux mais une caisse métallique.

## Le type ND

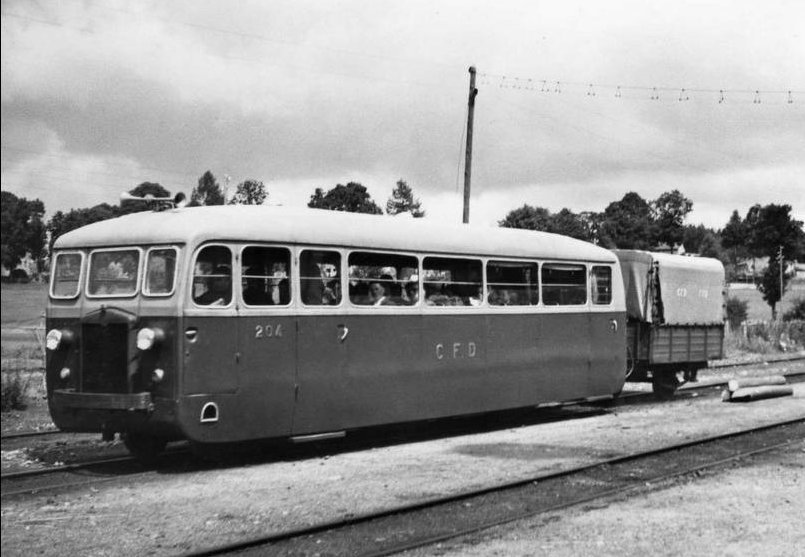
Autorail type ND sur le réseau du Vivarais.

Le type ND comprend une caisse métallique, un châssis avec un bogie situé à l'avant du véhicule et un essieu moteur arrière. Il est livré à la Compagnie de chemins de fer départementaux (CFD).

## Les types MY, MY2 et PC

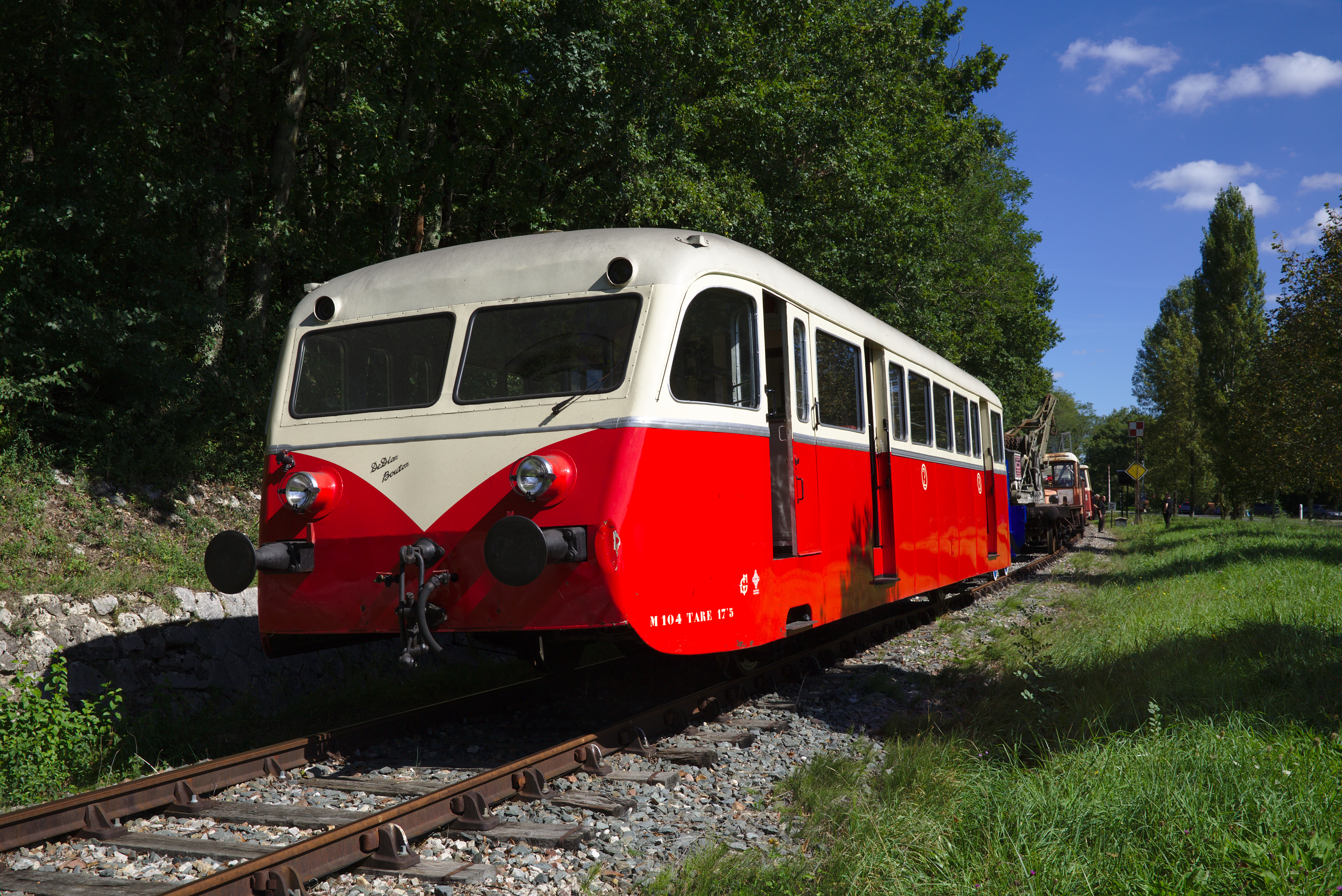
Autorail MY préservé à Guitres.

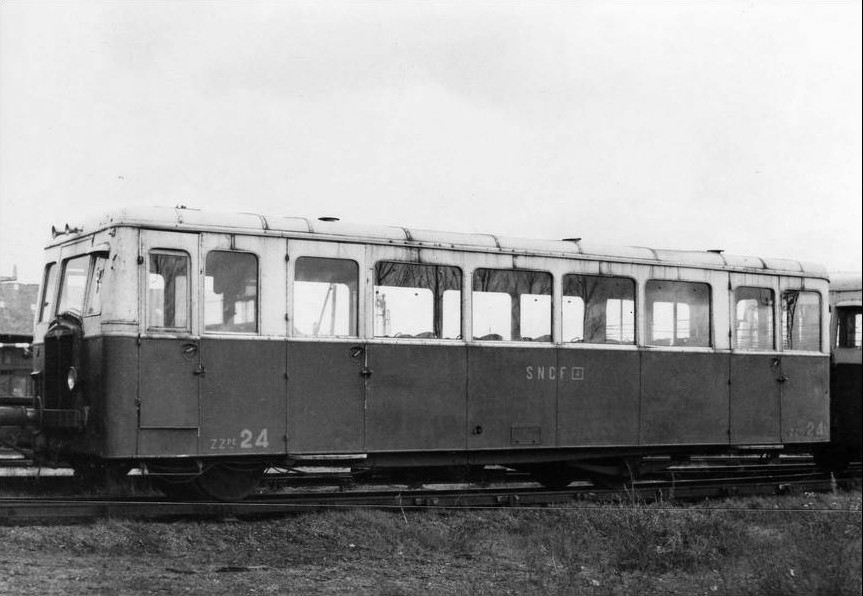
Le type MZ.

Le type MY est la variante à voie normale du ND. Il fut utilisé par le réseau de la Gironde. Le type MY2 est une version allongée.
Une variante, le type PC, est un dérivé du MY2 équipé d'un gazogène.

## Le type MZ
Construit pour la voie métrique et livré en 1934 aux tramways de l'Ain.

## Le type OC1 et OC2

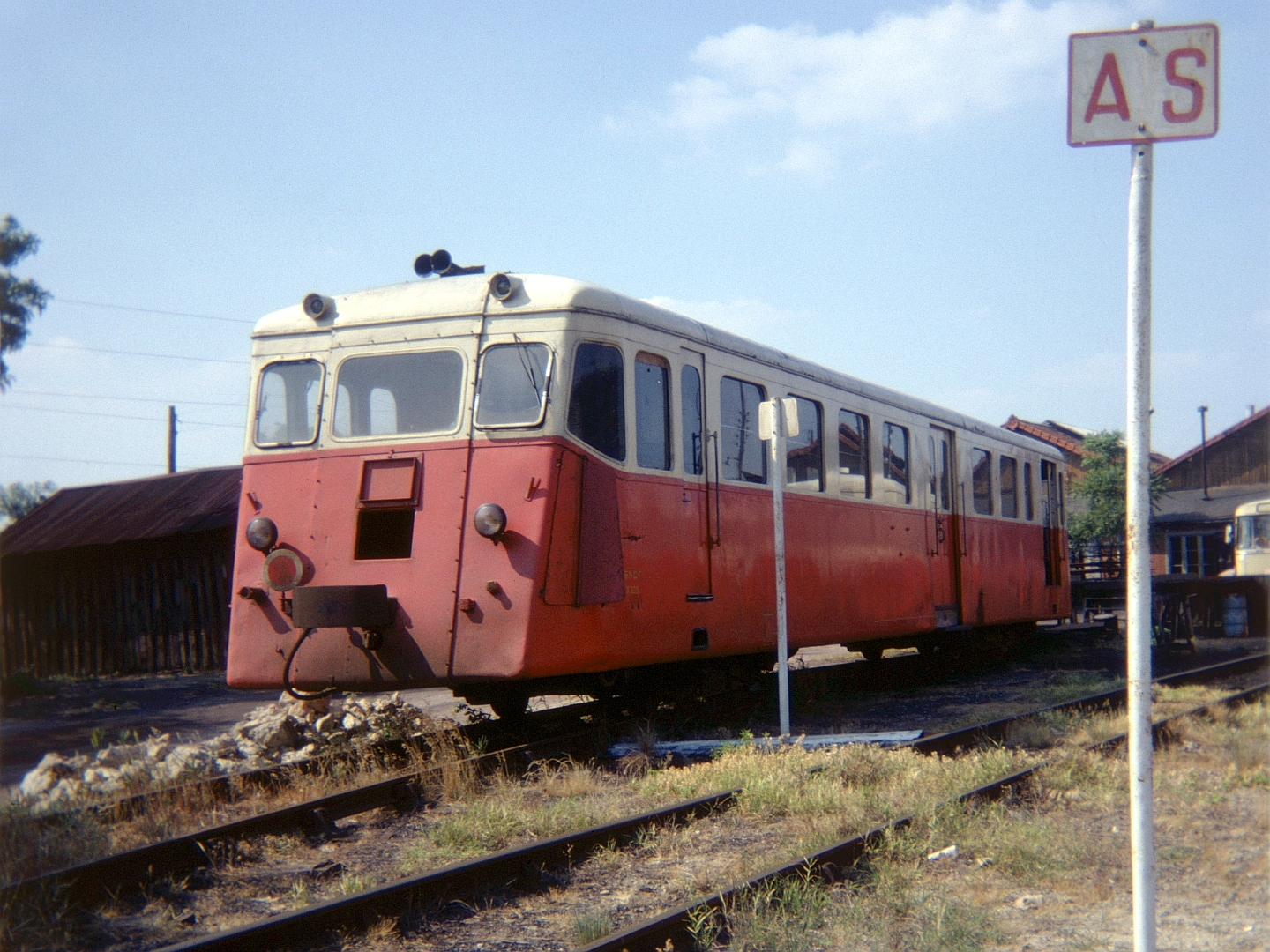
Autorail De Dion OC2 à Romorantin en juillet 1976.

Le type OC1 concerne un autorail à bogie de grande capacité .
Le type OC2 réalisé à 6 exemplaires pour le Réseau breton Une version plus moderne sera réalisée dans l'après guerre.

## Le type OR
Le type OR est réalisé à huit exemplaires pour les Voies ferrées des Landes, livrés juste avant la guerre, ils avaient la particularité d'être équipés d'un gazogène. Deux exemplaires sont immatriculés au LMM (Luxey - Mont de Marsan). Sa caisse ressemble beaucoup au type OC1.

## Le type NT

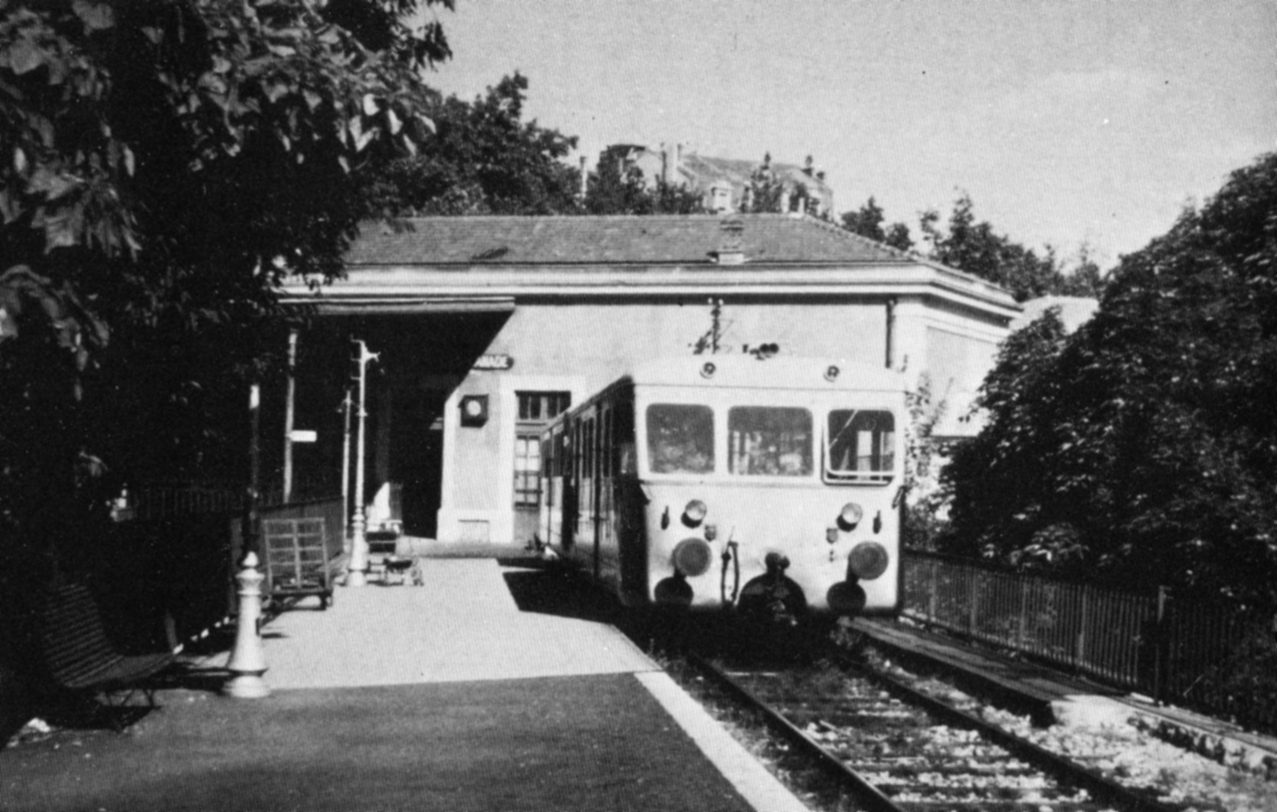
Autorail NT sur le réseau de l'Hérault à Montpellier.

Le type NT est très semblable au type OR, mais à deux essieux, au lieu d'être à bogies. Il fut utilisé par les CFTA sur les lignes de l'étoile de Gray, sur le réseau de l'Hérault et sur le réseau de la Gironde.

## Autorails préservés

### Voie normale
- Autorail MY M 7, de 1939, à restaurer, train touristique de Guîtres à Marcenais
- Autorail NT M 104, de 1939, train touristique de Guîtres à Marcenais

### Voie métrique
- Autorail JM4 no 11 CdN, AMTUIR - MTVS
- Autorail JM3, AAPA
- Autorail OC1 de 1938 no 15 CdN, CFBS
- Autorail OC1 de 1938 no 16 CdN, ACFCdN
- Autorail OC2 X202, Réseau Breton, ACFCdN
- Autorail OC2 X205, Réseau Breton, SABA - restauré
- Autorail OC2 X206, Réseau Breton, Chemin de fer de Bon Repos - en attente de restauration
- Autorail ND 201, Chemin de fer de l'Allier, Montmarault (Allier)
- Autorail ND 202, MTVS
- Autorail ND 204, Chemin de fer de l'Allier, Montmarault (Allier)
- Autorail ND 206, Chemin de fer de l'Allier, Montmarault (Allier);
- Autorail ND 207, chemin de fer du Vivarais

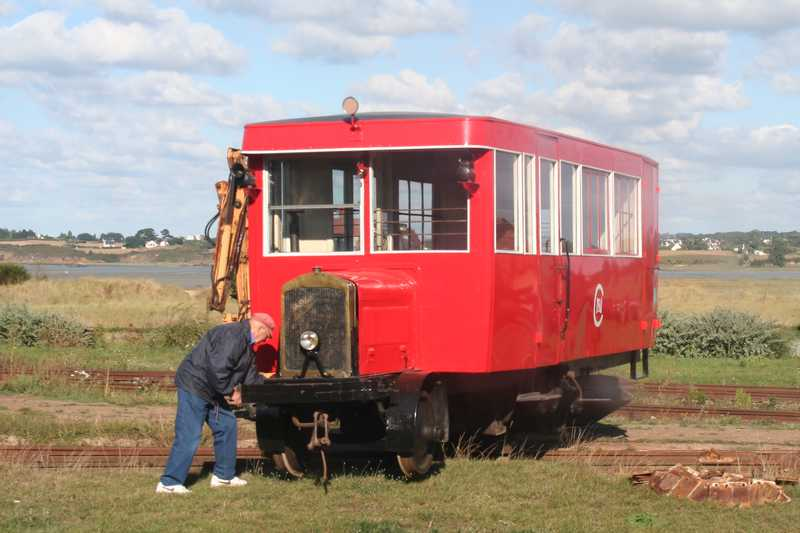
Autorail JM4 préservé par l'AMTUIR
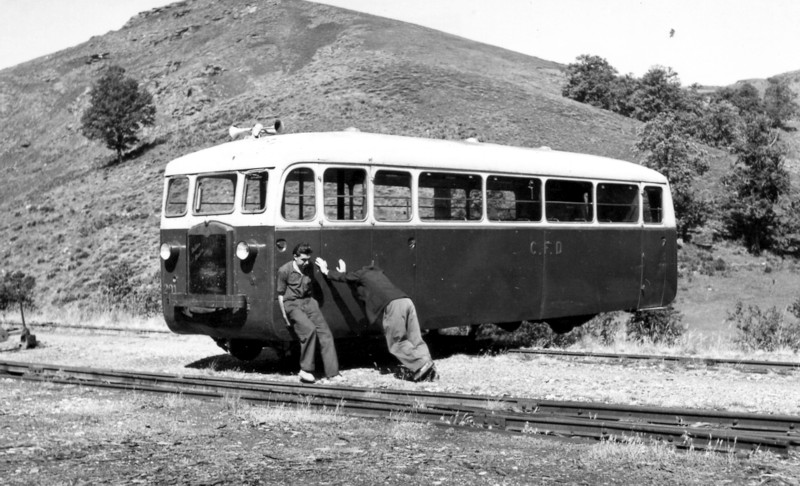
Autorail De Dion-Bouton n° 201 des CFD Lozère en gare du Rouve-Jalcreste
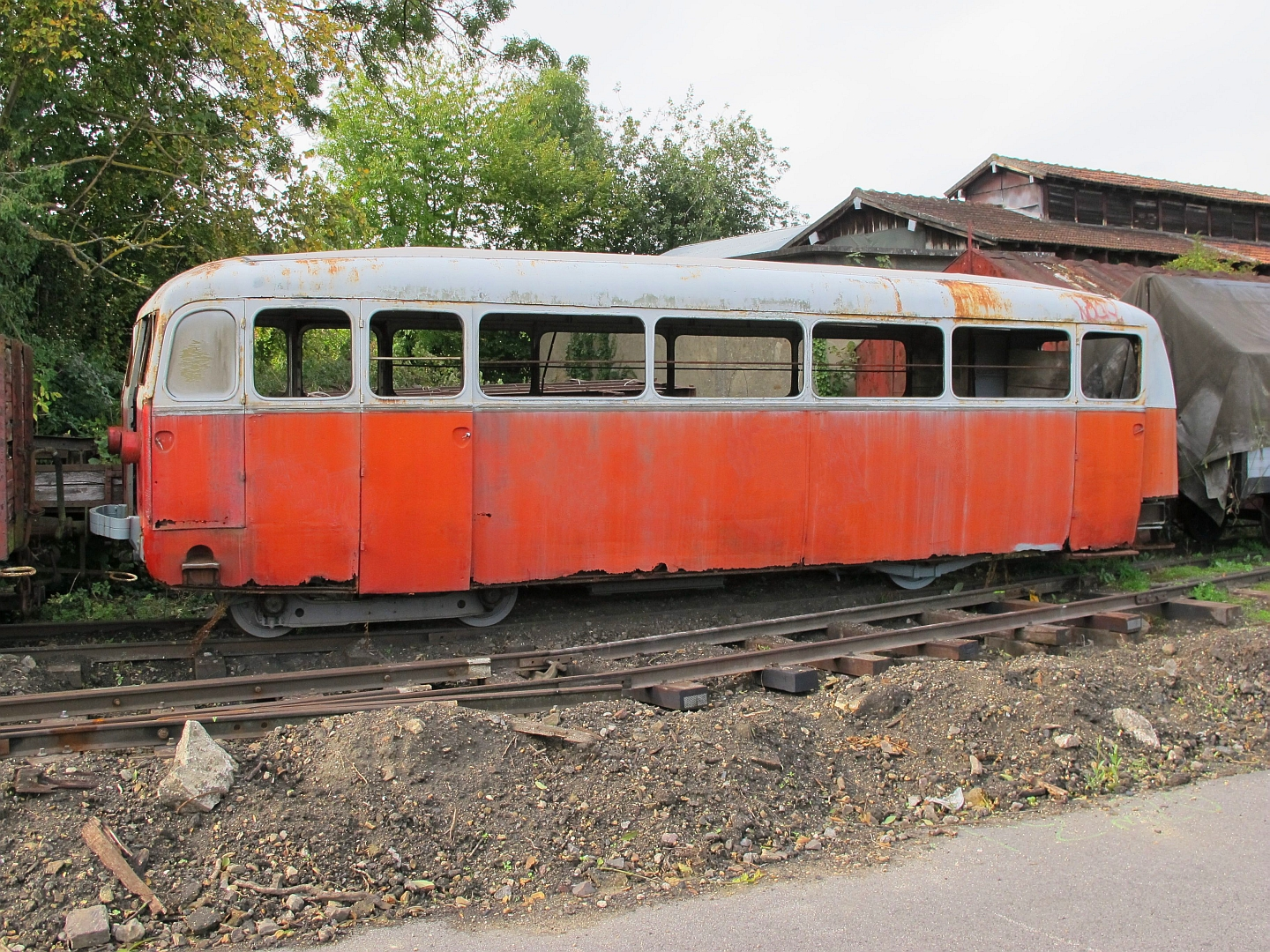
Autorail type ND no 202, préservé au MTVS
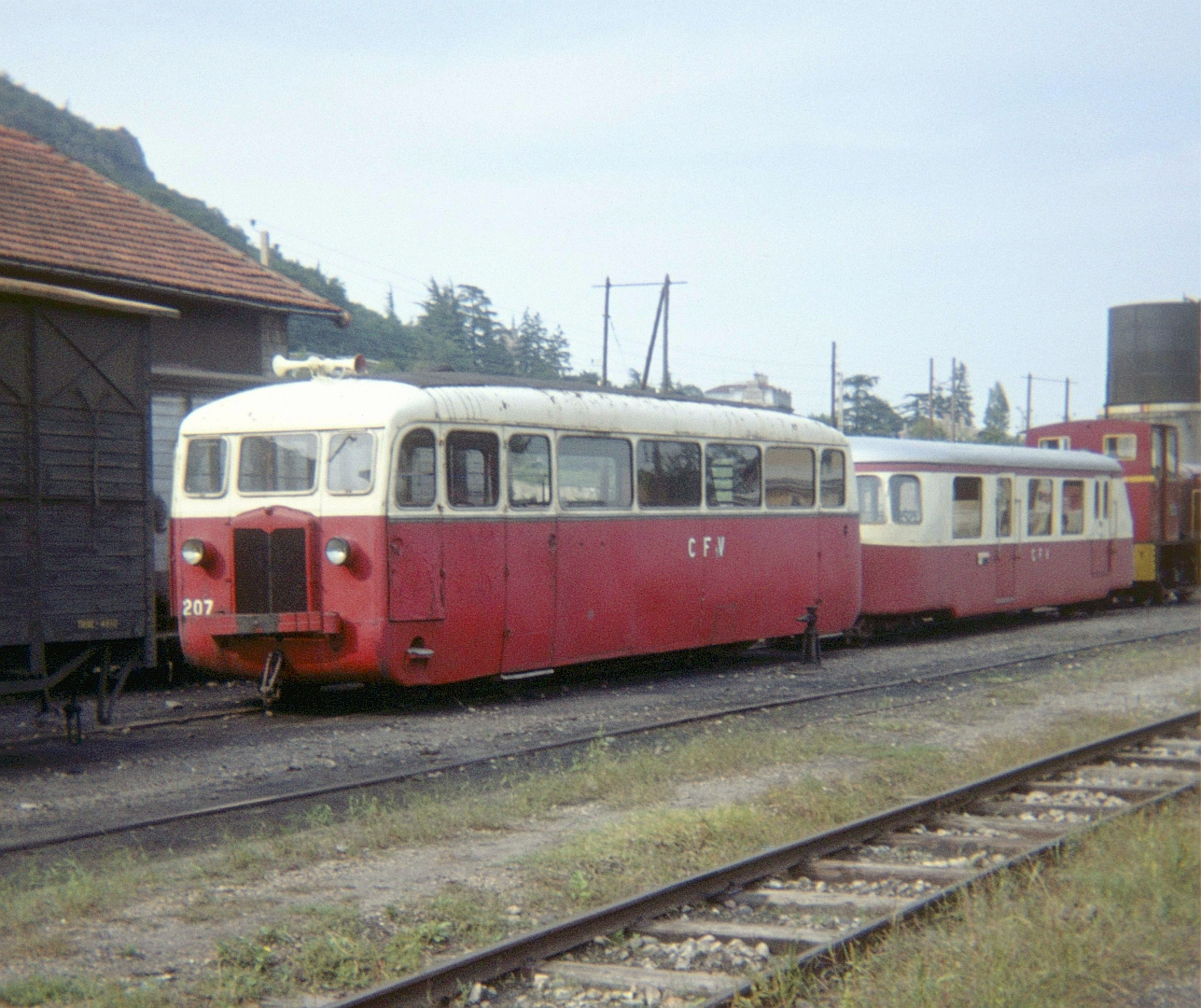
Autorail no 207 du chemin de fer du Vivarais
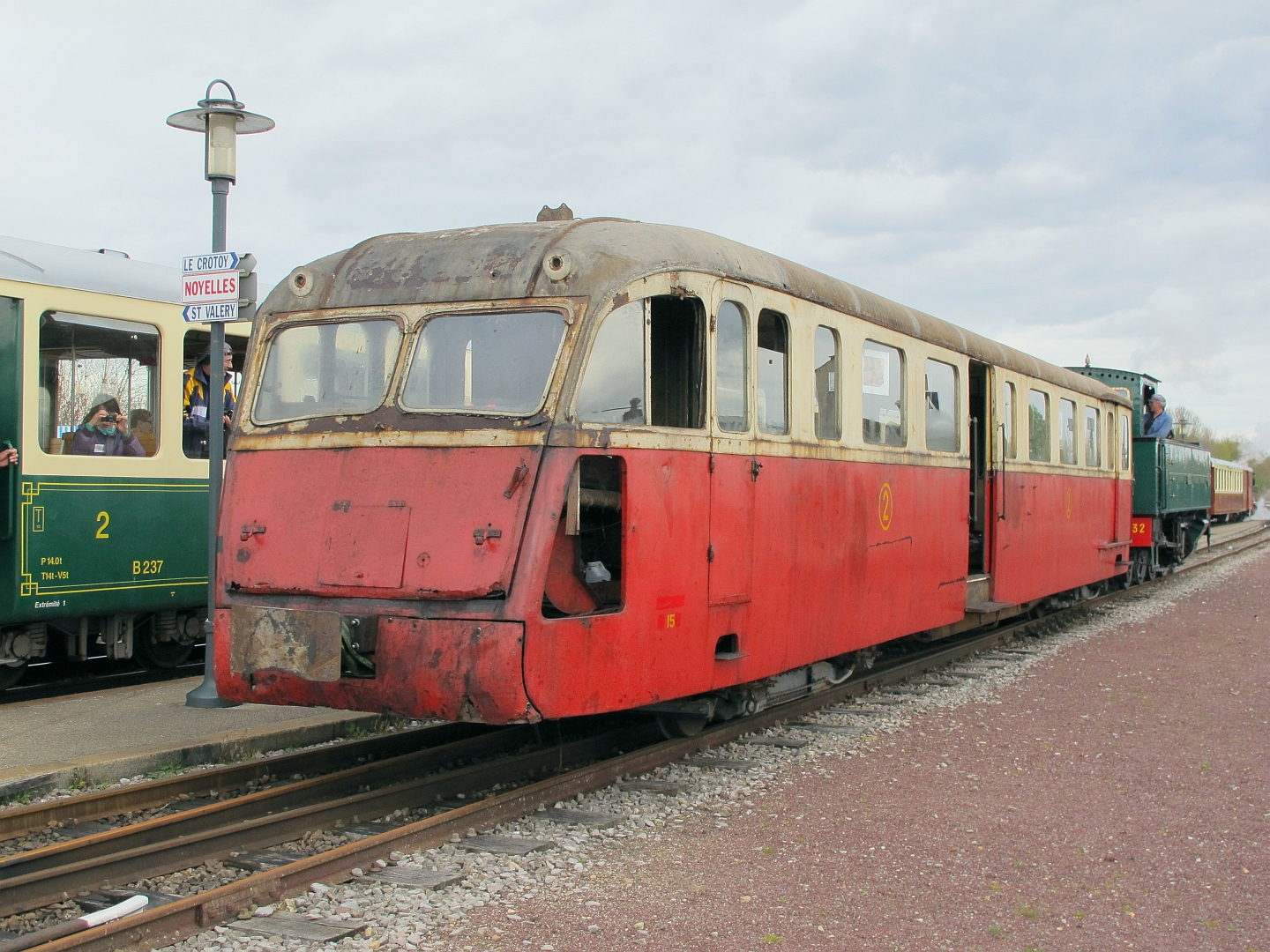
Autorail OC1 préservé sur le CFBS
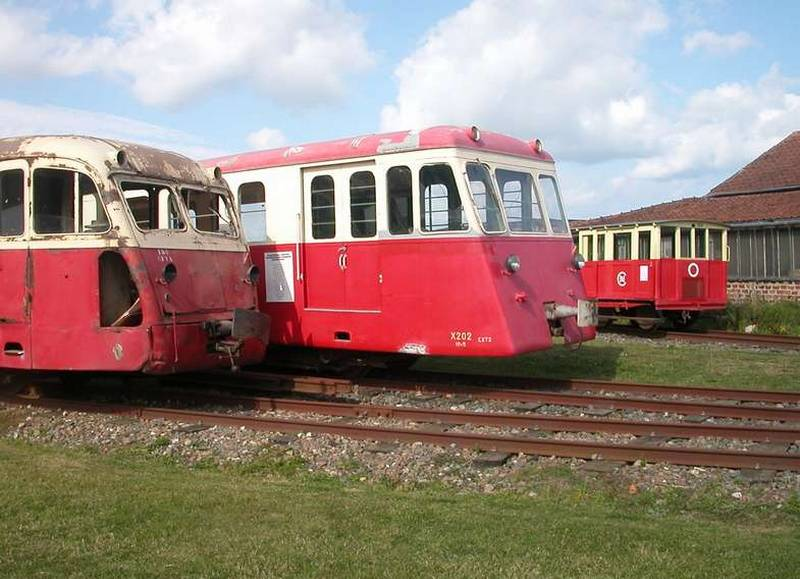
Autorails OC1 et OC2 du Réseau Breton préservés par l'ACFCdN
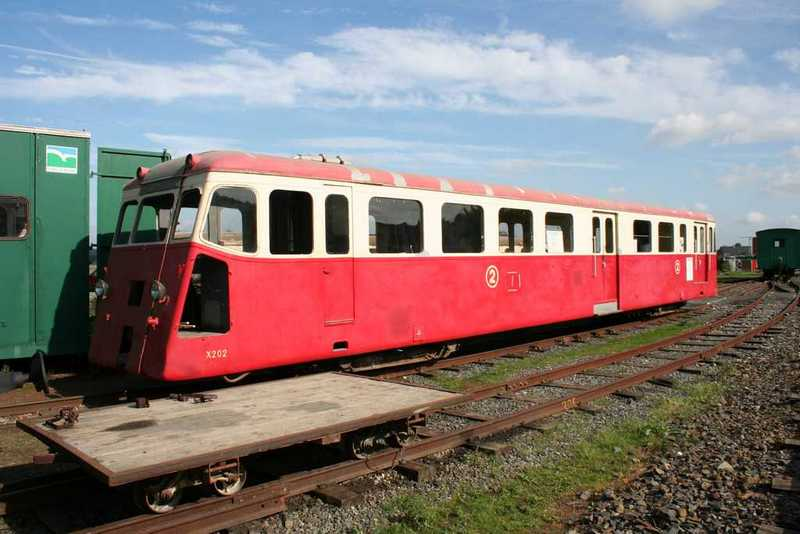
Autorail OC2
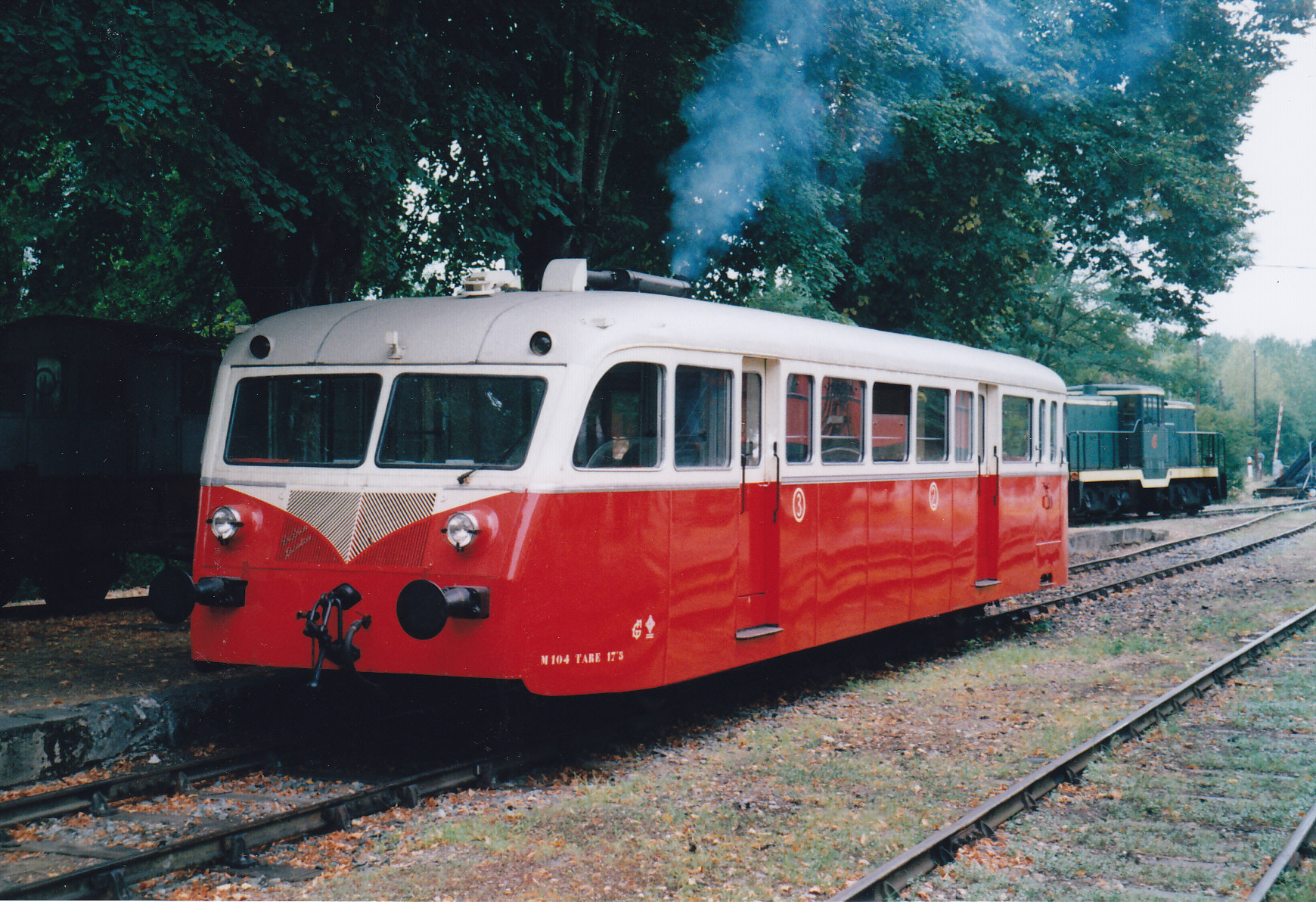
Autorail NT M 104 du chemin de fer de Guitres à Marcenais